# Annedore Prengel
Annedore Prengel (* 30. November 1944 in Beelitz) ist eine deutsche Erziehungswissenschaftlerin und emeritierte Hochschullehrerin.

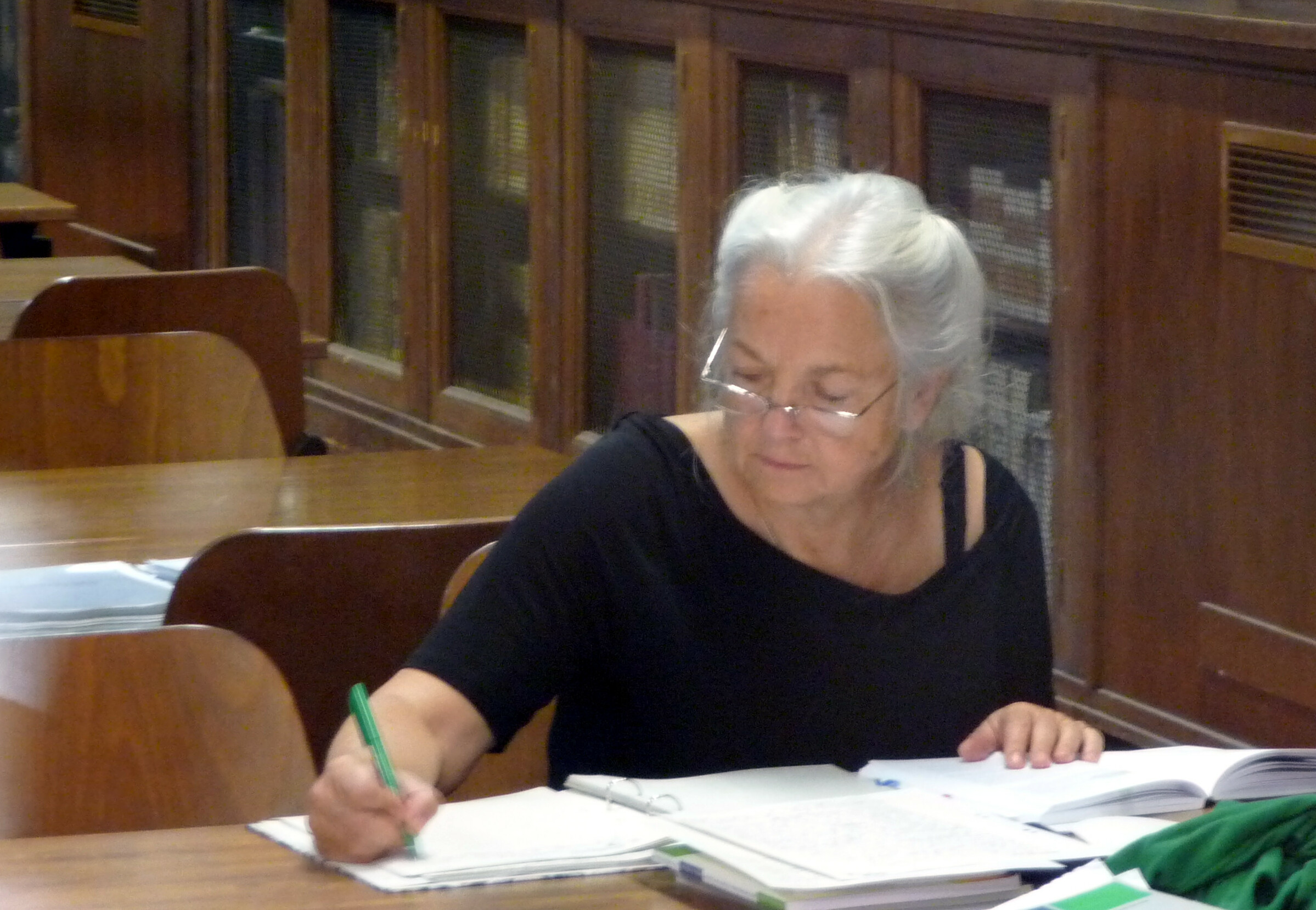
Annedore Prengel, 2009

## Leben
Annedore Prengel wurde in Beelitz geboren und wuchs in Frankenberg (Eder) auf. Sie ist verheiratet mit dem Bildungshistoriker Hanno Schmitt. Das Ehepaar lebt in Potsdam.
Sie studierte von 1964 bis 1967 Erziehungswissenschaften, Sozialkunde, Deutsch, Kunsterziehung, Soziologie und Psychologie an der Justus-Liebig-Universität Gießen. 1967 legte sie die Erste und 1970 die Zweite Staatsprüfung für das Lehramt an Grund-, Haupt- und Realschulen ab und arbeitete von 1967 bis 1977 als Lehrerin.
Im Zusatzstudium studierte sie von 1971 bis 1973 an der Johannes Gutenberg-Universität Mainz Lernbehindertenpädagogik und Sprachheilpädagogik. Von 1977 bis 1984 war sie Pädagogische Mitarbeiterin an der Johann Wolfgang Goethe-Universität Frankfurt am Main, studierte Philosophie und Psychoanalyse und wurde in Gestaltpädagogik graduiert. 1979 erhielt sie das Diplom in Erziehungswissenschaften. 1983 wurde sie (bei Helmut Reiser und Helga Deppe-Wolfinger) mit der Dissertation Schulversagerinnen. Versuch über diskursive, sozialhistorische und pädagogische Ausgrenzungen des Weiblichen zur Dr. phil. promoviert.
Von 1984 bis 1989 war sie Wissenschaftliche Mitarbeiterin im Forschungsprojekt „Integrative Pädagogik an der Grundschule“ der Deutschen Forschungsgemeinschaft. 1989 habilitierte sie sich mit der Habilitationsschrift „Pädagogik der Vielfalt – Verschiedenheit und Gleichberechtigung in Interkultureller, Feministischer und Integrativer Pädagogik“ an der Technischen Universität Berlin und übernahm anschließend Lehraufträge an mehreren Universitäten.
1990 wurde sie an die Universität Paderborn auf eine Professur für Erziehungswissenschaft, Grundschulpädagogik und Frauenforschung berufen. Von 1994 bis 2002 war sie als Professorin für Erziehungswissenschaft mit dem Schwerpunkt Grundschulpädagogik an der Martin-Luther-Universität Halle-Wittenberg tätig. An der Universität Potsdam lehrte sie ab 2002 Grundschulpädagogik/Anfangsunterricht unter besonderer Berücksichtigung sozialen Lernens und der Integration Behinderter. 2010 wurde sie emeritiert und widmet sich weiterhin der Forschung, der Lehre, der Fortbildung und publiziert. Von 2013 bis 2022 lehrte sie als Seniorprofessorin an der Goethe-Universität Frankfurt am Main.

## Arbeits- und Forschungsschwerpunkte
Die Schwerpunkte in der Lehr- und Forschungstätigkeit Annedore Prengels sind unter anderem: Theorien der Relationalität und der Heterogenität in der Bildung, erziehungswissenschaftliche Frauen- und Geschlechterforschung, Diversity-Studies, Inklusion und Partizipation in Schulen und Kindertagesstätten, Politische Bildung und kulturelles Gedächtnis, Menschenrechtsbildung, Anerkennung und Missachtung in der Schule, Reform des Elementar- und Primarbereichs, pädagogisch-didaktische Diagnostik, qualitative Forschungsmethoden in der Erziehungswissenschaft, Praxisforschung und pädagogische Selbstreflexion.
Annedore Prengel ist Mitglied der Wissenschaftlichen Beiräte am International Human Rights Forum Luzern, am Menschenrechtszentrum der Universität Potsdam, am Zentrum für Bildungsintegration – Diversity und Demokratie in Migrationsgesellschaften der Universität Hildesheim sowie in zahlreichen Fachgesellschaften. Im Rochow-Museum und Akademie für historische und zeitdiagnostische Forschung engagiert sie sich, hier hat sie 2011 den Arbeitskreis Menschenrechtsbildung gegründet, der in jährlichen Expertenkonferenzen an der Entwicklung des Manifests „Reckahner Reflexionen zur Ethik pädagogischer Beziehungen“ arbeitet. Annedore Prengel ist Gründerin des Projektnetzes INTAKT (Soziale Interaktionen in pädagogischen Arbeitsfeldern).

## Auszeichnungen
- 2025: Bundesverdienstkreuz am Bande[3]

## Schriften (Auswahl)
- Pädagogik der Vielfalt. Verschiedenheit und Gleichberechtigung in interkultureller, feministischer und integrativer Pädagogik. Leske + Budrich, Opladen 1993, ISBN 3-8100-1163-0. (Vierte Auflage. 2019, ergänzt um ein ausführliches Vorwort zu dieser Neuauflage. ISBN 978-3-658-21946-8)
- mit Ute Geiling und Friederike Heinzel: Vielfalt durch gute Ordnung im Anfangsunterricht. Leske + Budrich, Opladen 1999, ISBN 3-8100-1927-5.
- Inklusion in der Frühpädagogik. Bildungstheoretische, empirische und pädagogische Grundlagen. DIJ, München 2010, ISBN 978-3-935701-77-8. Online.
- Inklusive Bildung in der Primarstufe. Eine wissenschaftliche Expertise des Grundschulverbandes. Frankfurt am Main 2013. Online.
- Pädagogische Beziehungen zwischen Anerkennung, Verletzung und Ambivalenz. Barbara Budrich, Opladen/Farmington Hills 2013, ISBN 978-3-8474-0098-1.
- Bildungsteilhabe und Partizipation in Kindertageseinrichtungen. München: DJI. Online.
- Ethische Pädagogik in Kitas und Schulen. Beltz, Weinheim/Basel 2020, ISBN 978-3-407-63083-4.
- Schulen inklusiv gestalten. Eine Einführung in Gründe und Handlungsmöglichkeiten. Barbara Budrich, Opladen/Farmington Hills 2022, ISBN 978-3-8474-2651-6.